# Avalon (песня Эла Джолсона)

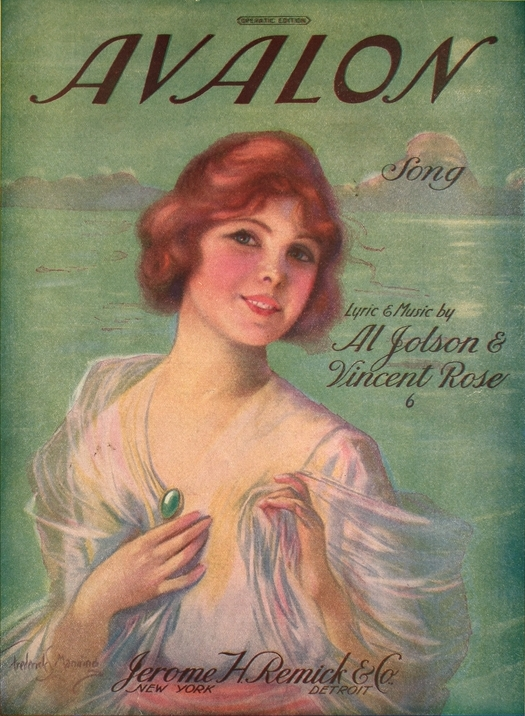
Обложка пластинки

Avalon (Авалон) — американская песня, написанная Элом Джолсоном, Бади ДеСилвой и Винсентом Роузом в 1920. Джолсон пел песню в бродвейских мюзиклах Синбад и Бомбо.
Песня была исполнена такими джазовыми артистами как Кэб Кэлловей (1934), Коулмен Хоукинс (1935) и Эдди Дарем (1936). Бенни Гудмен играл её в своём известном концерте в Карнеги-Холлe в Нью-Йорке в 1938. Песня также использовалась в фильмах-биографиях The Jolson Story (1946) и The Benny Goodman Story (1956).
Начальная мелодия песни была из арии Джакомо Пуччини «E lucevan le stelle», из оперы Тоска. Автора песни вскоре обвинили в плагиате, и дело было выиграно в пользу издателя Пуччини, получившего $25 000.

## Знаменитые версии
- Red Nichols and His Five Pennies (27 февраля 1928)
- George Monkhouse and his Cambridge University Quinquaginta Ramblers (12 марта 1930)
- Spike Hughes and his Dance Orchestra (23 мая 1930)
- Joel Shaw and his Orchestra (август 1932)
- Billy Cotton and his Band (21 июля 1933)
- Casa Loma Orchestra (16 августа 1934)
- Cab Calloway and his Orchestra (4 сентября 1934)
- Scott Wood and his Six Swingers (18 декабря 1934; 1 сентября 1936)
- Joe Venuti and his Orchestra (26 декабря 1934)
- KXYZ Novelty Band (29 января 1935)
- Coleman Hawkins (2 марта 1935)
- Quintette of the Hot Club of France (июль 1935)
- Jimmie Lunceford and his Orchestra (30 сентября 1935)
- Harry Roy and his Orchestra (8 ноября 1935)
- Val Rosing and his Swing Stars (18 ноября 1935)
- Ballyhooligans (7 июля 1936)
- Benny Goodman Quartet (29 июня 1937; 28 сентября 1937; 16 января 1938)
- Joe Daniels and his Hotshots (28 сентября 1937)
- Alix Combelle et son Orchestre (4 октября 1937)
- Harry James and his Orchestra (13 июля 1939; 8 ноября 1939)
- Willie Lewis and his Negro Band (27 июня 1941)[6]